# Winand Joseph Borgerhoff Mulder
Winand Joseph Borgerhoff Mulder (11 februari 1914 – Arnhem, 16 februari 1992) was een Nederlandse rechter. 

## Leven en werk
Borgerhoff Mulder was president van achtereenvolgens de Rechtbank Leeuwarden, de Rechtbank Arnhem en de Rechtbank Amsterdam. Hij werd hier opgevolgd door Ben Asscher.